# 梅爾塞德斯 (科連特斯省)

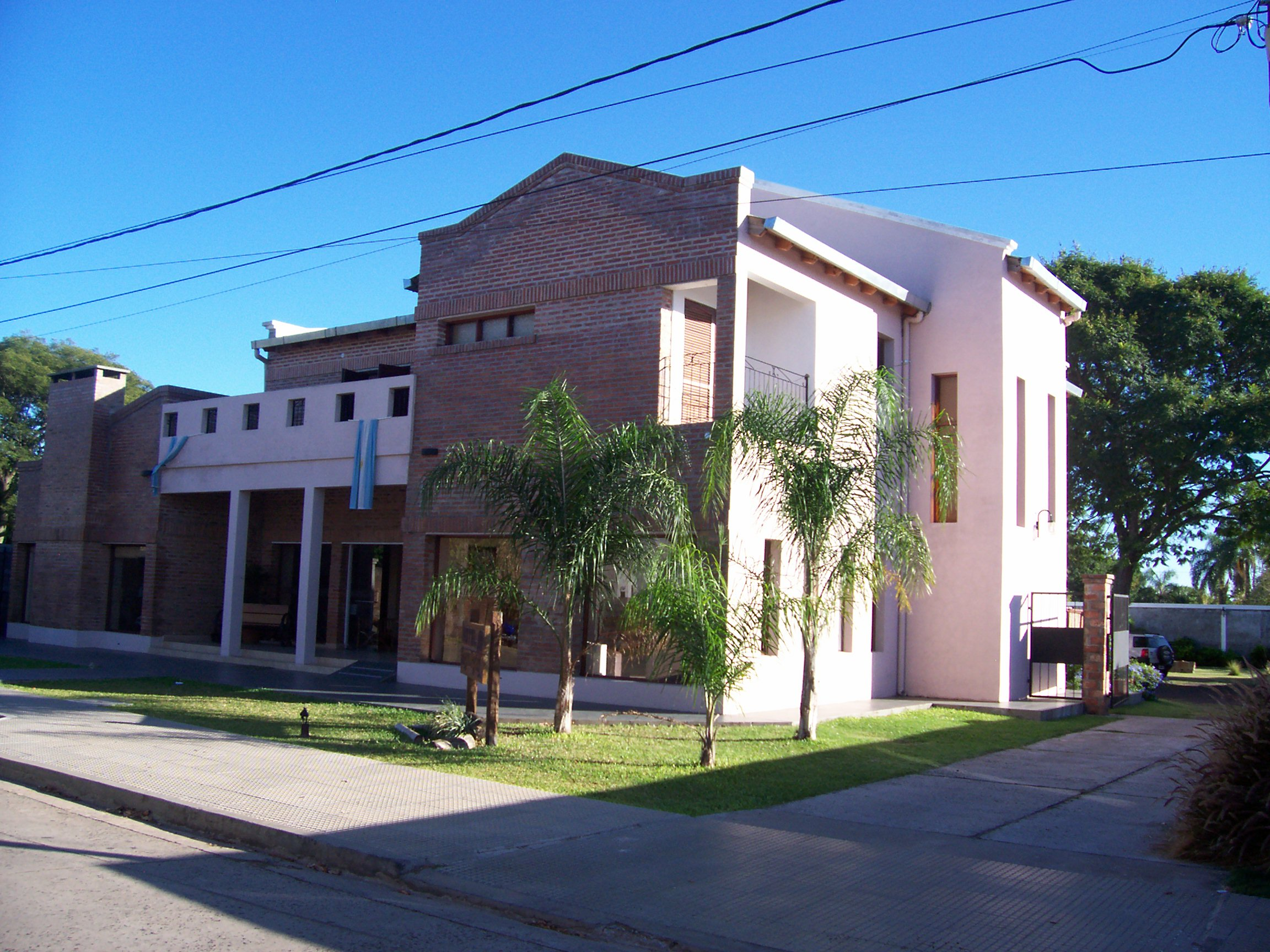
梅爾塞德斯

梅爾塞德斯是阿根廷的城鎮，位於該國東北部，距離首府科連特斯275公里，由科連特斯省負責管轄，始建於1832年，海拔高度98米，2001年人口35,244。

## 外部連結
- Portal of Mercedes - Official website.
- LiveArgentina.com （页面存档备份，存于） - Argentine portal.
- Posada de la Laguna (in English and Spanish)